# كوروني دي بريونا
كوروني دي بريونا (بالإنجليزية: Couronne de Bréona)‏ هو أحد جبال سلسلة جبال الألب بينيني وجزء من القمة الأم جبل مونتي روزا يقع في كانتون فاليز، سويسرا. يبلغ ارتفاع الجبل حوالي 3159 متر، بينما يبلغ ارتفاع نتوء الجبل 172 متر.